# Melitaea montium
Melitaea montium är en fjärilsart som beskrevs av Belter 1934. Melitaea montium ingår i släktet Melitaea och familjen praktfjärilar. Inga underarter finns listade i Catalogue of Life.